# 313. pehotni polk (Italija)
313. pehotni polk Pinerolo je bil pehotni polk Kraljeve italijanske kopenske vojske.

## Zgodovina
Med drugo svetovno vojno je bil polk nastanjen v Grčiji.